# Indios de Ciudad Juárez
Club de Fútbol Indios de Ciudad Juárez – nieistniejący już meksykański klub piłkarski z siedzibą w mieście Ciudad Juárez, w stanie Chihuahua. Funkcjonował w latach 2005–2011, występując w drugiej (2005–2008 i 2010–2011) i pierwszej lidze (2008–2010). Domowe mecze rozgrywał na obiekcie Estadio Olímpico Benito Juárez.

## Historia
W roku 2005 urodzony w Ciudad Juárez Francisco Ibarra kupił klub Juniors z małego miasta Pachuca, przeniósł go do Juárez i zmienił nazwę na Indios. 
W Clausurze 2006 Indios, grający w drugiej lidze, doszli do finału fazy play-off, w którym przegrali jednak po rzutach karnych z Querétaro FC i nie awansowali do wyższej ligi. 
Podczas Apertury 2006 zespół Aborígenes spisywał się dobrze, a ich napastnik Jair García zajął drugie miejsce w klasyfikacji najlepszych snajperów ligi. 
W kolejnym sezonie do Primera División awansowała Puebla. 
W dwumeczu finału play-offów Apertury 2007 Indios wygrali z Dorados łącznym wynikiem 7:0 i zajęli pierwsze miejsce w lidze. Aby awansować do pierwszej ligi musieli jednak pokonać w dwumeczu triumfatora kolejnych drugoligowych rozgrywek, którym okazał się Club León. W spotkaniu u siebie Indianie wygrali 1:0, a na wyjeździe padł remis 2:2. Łączny wynik 3:2 dał zespołowi z Ciudad Juárez upragniony awans do Primera División de México.
Pierwszym sezonem klubu w najwyższej klasie rozgrywkowej była Apertura 2008, która rozpoczęła się źle dla drużyny. Po czterech porażkach z rzędu został zwolniony dotychczasowy trener zespołu Sergio Orduña, którego zastąpił Héctor Hugo Eugui.
Indios de Ciudad Juárez zaliczyli fatalne występy na Torneo Bicentenario 2010 (przegrali 11 razy, zremisowali 6 spotkań a nie wygrali ani jednego). Zajmując ostatnie miejsce w tabeli, zostali zdegradowani z powrotem do drugiego poziomu rozgrywek.
Amerykańskie DEA powiązało klub z praniem pieniędzy z biznesu narkotykowego. Ibarra, który zamieszkał w El Paso odpierał zarzuty, ale w końcu sprzedał klub anonimowemu nabywcy. W grudniu 2011 klub został rozwiązany.

## Trenerzy
| #                                       | Trener            | Narodowość | . | Od                   | Do               | . | Bilans | Bilans | Bilans | Bilans | Bilans | . | Trofea                            |
| #                                       | Trener            | Narodowość | . | Od                   | Do               | . | M      | Z      | R      | P      | %      | . | Trofea                            |
| --------------------------------------- | ----------------- | ---------- | - | -------------------- | ---------------- | - | ------ | ------ | ------ | ------ | ------ | - | --------------------------------- |
| 1.                                      | Alfonso Sosa      | Meksyk     | . | 8 kwietnia 2005      | 29 kwietnia 2007 | . | 82     | 36     | 19     | 27     | 44%    | . | —                                 |
| 2.                                      | Sergio Orduña     | Meksyk     | . | 13 maja 2007         | 19 sierpnia 2008 | . | 46     | 19     | 15     | 12     | 41%    | . | 1x Ascenso MX 1x Final de Ascenso |
| 3.                                      | Héctor Hugo Eugui | Urugwaj    | . | 19 sierpnia 2008     | 28 września 2009 | . | 44     | 12     | 17     | 15     | 27%    | . | —                                 |
| 4.                                      | José Treviño      | Meksyk     | . | 11 października 2009 | 1 marca 2010     | . | 14     | 0      | 5      | 9      | 0%     | . | —                                 |
| 5.                                      | Gabino Amparán    | Meksyk     | . | 3 marca 2010         | 23 kwietnia 2011 | . | 44     | 18     | 7      | 19     | 41%    | . | —                                 |
| 6.                                      | César Vega        | Urugwaj    | . | 27 maja 2011         | 22 grudnia 2011  | . | 15     | 4      | 2      | 9      | 27%    | . | —                                 |
| Nie uwzględniono trenerów tymczasowych. |                   |            |   |                      |                  |   |        |        |        |        |        |   |                                   |